# غيرونيمو دي أغيلار
غيرونيمو دي أغيلار (بالإسبانية: Gerónimo de Aguilar)‏ هو مستكشف ومترجم إسباني، ولد في 1489 في إستجة في إسبانيا، وتوفي في 1531 في ريف بانوكو ‏ في المكسيك.